# Königstuhltunnel
Der Königstuhltunnel, auch Königstuhl-Tunnel, ist ein 2487 m langer Eisenbahntunnel auf der Neckartalbahn in Heidelberg zwischen dem Bahnhofsteil Heidelberg-Weststadt/Südstadt des Bahnhofs Heidelberg Hbf und dem Bahnhof Heidelberg-Altstadt (bis 2008 Heidelberg Karlstor).

## Geschichte
Der 1908 begonnene Tunnel wurde kurz vor dem Ersten Weltkrieg als Anbindung des in Bau befindlichen neuen Heidelberger Hauptbahnhofes errichtet. Da sich dessen Fertigstellung jedoch erheblich herauszögerte, diente er zunächst fast 40 Jahre nur dem Güterverkehr und zur Anbindung des Heidelberger Rangierbahnhofes. Zeitgleich mit der Neueröffnung des Hauptbahnhofes durch Theodor Heuss am 8. Mai 1955 wurde der Tunnel schließlich offiziell auch dem Personenverkehr übergeben. Dadurch ersetzte er den alten Verlauf der Strecke via Gaisberg-, Spital- und Schlossbergtunnel. Dem alten Verlauf folgt heute eine Straße.
Bei Gleiserneuerungen im Herbst 2013 kam es zu einem Unfall, bei dem ein Bagger eine Tunnelstütze beschädigte. Durch die Reparatur wurden die Bauarbeiten verzögert. 2015 wurde der gesamte Tunnel für 28 Millionen Euro aufwendig saniert.
Das 1912 in Betrieb gegangene Tunnelbelüftungsgebäude am Königstuhl wurde 1971 stillgelegt und umgenutzt.